# Finley Robertson Porter Company
Die Finley Robertson Porter Company war ein US-amerikanischer Automobilhersteller von 1914 bis 1916. Markennamen waren Porter-Knight und F.R.P. Vor dem Ersten Weltkrieg wurde das Unternehmen von der US-Regierung übernommen und produzierte bis 1918 Rüstungsgüter wie Flugzeugmotoren. Die sportlich-luxuriösen F.R.P.-Automobile gehörten damals zu den stärksten und teuersten auf dem US-Markt.

## Finley Robertson Porter

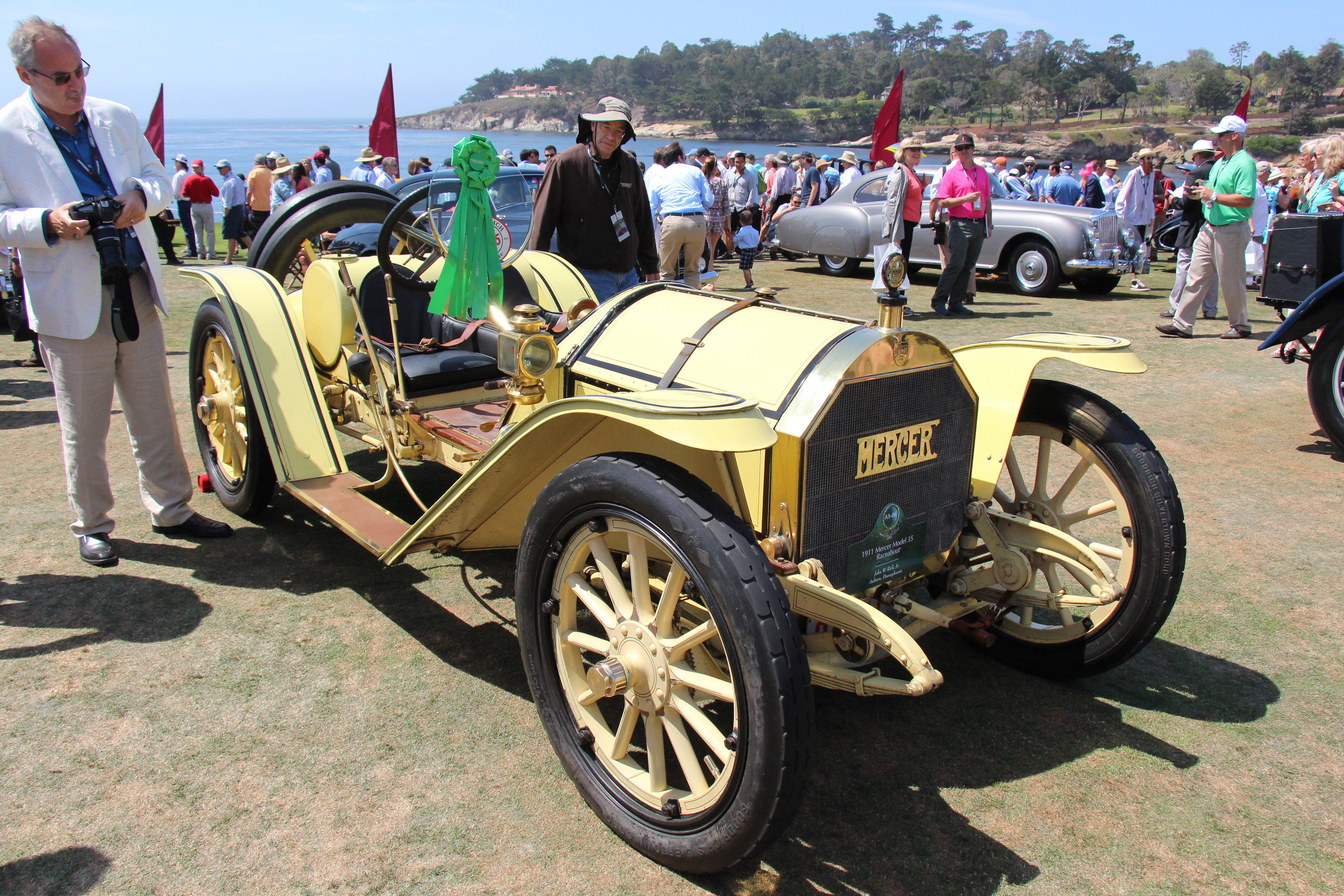
Mercer Type 35 Raceabout (1911).

Finley Robertson Porter (1871–1964) war Geschäftsführer eines metallbearbeitenden Betriebs und eignete sich an Abendkursen Ingenieurkenntnisse an. Seine Studien beendete er ohne formellen Abschluss. Dennoch arbeitete er von 1910 bis 1914 als Konstrukteur für Mercer. Er entwickelte den Type 35 Raceabout mit T-Kopf-Motor (ein Motor mit Ein- und Auslassventilen auf der jeweils gegenüberliegenden Seite des Motorblocks), der das Fahrzeug zu einem der erfolgreichsten Rennwagen und Mercer zu einem der bekanntesten Sportwagenhersteller seiner Zeit machte.
Weil die Geschäftsführung beschloss, für das Nachfolgemodell einen seitengesteuerten Motor zu verwenden und keine Absichten zeigte, ein von Porter angeregtes Modell oberhalb des bestehenden Programms einzuführen, kündigte dieser im Mai 1914 und gründete sein eigenes Unternehmen.

## Unternehmensgeschichte

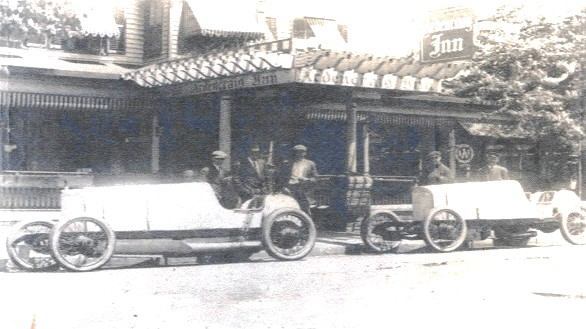
Zwei der drei gebauten Porter-Knight Rennwagen für die 500 Meilen von Indianapolis 1915.

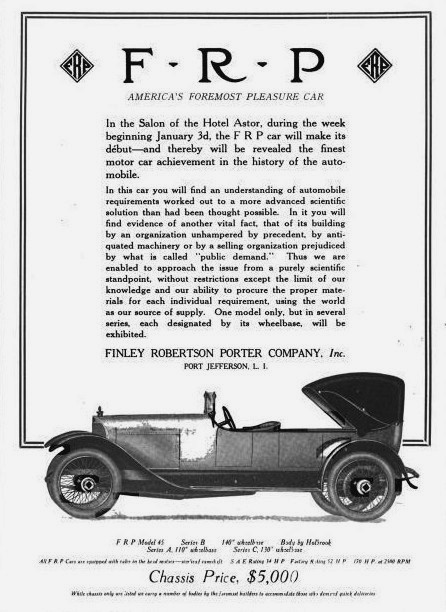
Einführungsanzeige für den F.R.P. Model 45. Abgebildet ist ein Series B Touring mit Victoria-Verdeck von Holbrook (1915)

In Port Jefferson (Suffolk County auf Long Island, Bundesstaat New York) fand Porter geeignete Räumlichkeiten und richtete die Finley Robertson Porter Company zur Herstellung hochwertiger Automobile ein. Das Unternehmen war nach den Gesetzen des Bundesstaats New York organisiert und mit US$ 100.000,-- finanziert. Die Anlagen waren zuvor vom inzwischen insolventen Sportwagenhersteller Metropol Motors Corporation genutzt worden. Der Vorstand bestand aus F. R. Porter als Präsident, den Vizepräsidenten P. D. Veiller und H. Adams, C. H. Froelich als Sekretär und Robert B. Porter als Finanzchef; letzterer war F. R. Porters Sohn, der noch bis 1915 Ingenieurwissenschaften in Princeton studierte. Danach arbeitete er im Unternehmen als Konstrukteur von Flugzeugmotoren.
Bis die Produktion eingerichtet war, wurde in Woonsocket (Rhode Island) experimentiert. Es ist nicht belegt aber plausibel, dass hier die ersten drei Fahrzeuge gebaut wurden. Sie waren speziell für die 500 Meilen von Indianapolis gedacht, die bereits Ende Mai 1915 stattfanden. Diese Rennwagen wurden als Porter-Knight bezeichnet. Ihr Fahrgestell maß 110 Zoll (2794 mm); die auf 52 bhp getunten Willys-Knight Vierzylinder-Schiebermotoren stellte Porters Freund John North Willys zur Verfügung. Wegen Motorenproblemen konnte jedoch keines der drei Fahrzeuge in Indianapolis starten. Dieses Debakel führte Porter dazu, sich vom Knight-Schiebermotor abzuwenden und einen eigenen Motor mit SOHC-Ventilsteuerung zu entwickeln.
Das Fachmagazin „The Automobile“ berichtete bereits 1914 über das junge Unternehmen und bemerkte, dass „praktische jede Schraube und jeder Bolzen“ selbst hergestellt worden sei. Für die neuen Personenwagen lautete der Markenname F.R.P., was für Porters Initialen steht. Die ersten „Serienfahrzeuge“ wurden noch Ende 1914 fertiggestellt und die offizielle Einführung fand bereits am 3. Januar 1915 im vornehmen Hotel Astor in New York statt. Der F.R.P. Model 45 war ein Auto der Superlative. Beworben wurde er mit dem Slogan: America’s Foremost Pleasure Car. Mit einem Listenpreis ab US$ 5000.- für das nackte Fahrgestell – der Gegenwert eines Packard 3-38 mit geschlossenem Aufbau, zwei Cadillac Type 51 Brougham oder elf gut ausgestatteten Ford Model T Touring – gehörte es zu den teuersten auf dem Markt. Auch die Leistung von 100 bhp (74,6 kW) erreichten nur wenige andere Marken; eine höhere Leistungsangabe von 145 bhp (108 kW) wird in zeitgenössischen Berichten erwähnt, etwa von „The Automobile“ und anscheinend auch „The Motor“. Hingegen dürften ebenfalls genannte 170 bhp (127 kW) eher der Legendenbildung um diese Marke zuzuschreiben sein.
F.R.P. war wohl der einzige Hersteller, der für diese Leistung auf Vierzylindermotoren eigener Konstruktion setzte. Am ehesten vergleichbar sind die kleinen Marken, die den Rochester-Duesenberg-Motor zukauften. Mit einigem Erfolg taten dies Roamer, Revere oder der wenig sportliche Biddle, der eine wohlhabende Kundschaft in und um Philadelphia (Pennsylvania) mit eleganten Stadtwagen bediente.

### Übernahme
1916 übernahm die US-Regierung die Kontrolle des Unternehmens und produzierte Rüstungsgüter für die Division of Military Aeronautics der US-Armee. Dabei dürfte es sich vor allem um Flugzeugmotoren gehandelt haben. Während des Ersten Weltkrieges gehörte F.R. Porter als Testingenieur zum Team, das in Dayton (Ohio) den Liberty-Motor entwickelte.

### Schließung
Nach dem Krieg kehrte Porter auf Long Island zurück und nahm die Position des Chefingenieurs beim Flugzeughersteller Curtiss Engineering Corporation in Garden City an. Die Regierung benötigte die Finley Robertson Porter Company nach Kriegsende nicht mehr und wickelte sie 1918 ab.

## Model 45

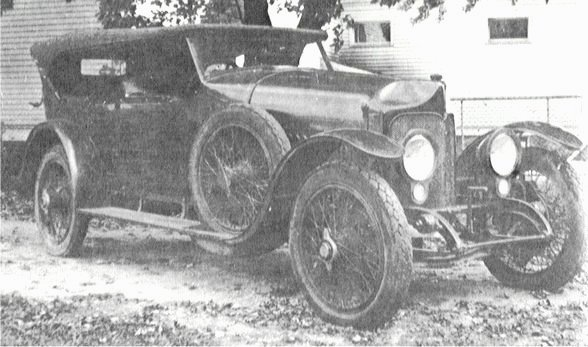
F.R.P. Model 45 Series B Holbrook 7-pass. Touring (1915).

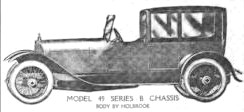
F.R.P. Model 45 Series B Holbrook Town Car (1916).

Vom Model 45 wurden sehr wenige Exemplare gebaut, obwohl er in der Fachwelt sehr gut aufgenommen wurde. Erklärbar sind die kleinen Stückzahlen durch die Umstellung auf die Rüstungsproduktion. Die kurze Entwicklungszeit und die knappen Ressourcen legen nahe, dass Model 45 technisch eng verwandt war mit dem Porter-Knight. Zumindest der kurze Radstand des Model 45 Series A ist identisch.
In der kurzen Zeit ihres Bestehens baute die Finley Robertson Porter Company nur dieses eine Modell, das in drei Serien erhältlich war. Diese unterschieden sich einzig durch Radstand und Werkskarosserien voneinander. Bezüglich des Radstands gibt es – aus guten Quellen – unterschiedliche Angaben. Während unbestritten ist, dass es Radstände mit 110, 130 und 140 Zoll (2794, 3302 resp. 3556 mm) gab, und dass Series A das kürzeste Modell bezeichnet, ist die Zuordnung der Serien B und C weniger klar. Die meisten Quellen ordnen Series B dem 130-Zoll-Fahrgestell zu und Series C jenem mit 140 Zoll. Andere Quellen sehen das umgekehrt; diese Sicht deckt sich auch mit der abgebildeten Einführungsanzeige des Herstellers selber. Demnach hatte Series C das 130-Zoll-Fahrgestell und Series B jenes mit 140 Zoll. Weil diese Auslegung somit durch den Hersteller selber abgedeckt ist, folgt ihr auch dieser Artikel.
Der Motor war ein Meisterwerk des Leichtbaus und wog nur 580 lb (ca. 260 kg). Er bestand überwiegend aus Aluminiumlegierungen; Kurbelwelle, Nockenwelle und sogar die Ventilstößel waren hohl oder mit Bohrungen zur Gewichtsreduktion versehen. Der Motor hat eine obenliegende Nockenwelle und je ein Einl- und Auslassventil pro Zylinder. In geschlossenem Zustand bildeten die Ventile einen hemisphärischen Abschluss des Brennraums. Die Kurbelwelle war dreifach gelagert.
Vereinzelte Angaben bezüglich Vierventiltechnik treffen mit sehr hoher Wahrscheinlichkeit zumindest auf den F.R.P. nicht zu und werden nur in vereinzelten Quellen genannt. Denkbar aber nicht belegt ist, dass die Leistungssteigerung des Porter auf Vierventiltechnik zurückzuführen ist.,
Die Bohrung betrug 4,6 Zoll (ca. 117 mm), der Hub 6¾ Zoll (171 mm). Daraus ergab sich ein Hubraum von 448,7 c.i. (7353 cm³); der gelegentlich genannte Hubraum von 454 c.i. dürfte auf gerundete Ausgangsmasse zurückzuführen sein.
Der F.R.P. erreichte eine Geschwindigkeit von über 80 mph (130 km/h) und verbrauchte um 12 mpg (ca. 20 l/100 km).
Für das Fahrgestell griff Porter auf neue Stahllegierungen zurück. Die längeren Ausführungen, insbesondere jenes mit 140 Zoll Radstand, waren weniger für sportliche Wagen gedacht, obwohl ab Werk auch ein siebensitziger, offener Touring erhältlich war. Meist dienten sie als Basis für geschlossene Repräsentationswagen. Holbrook lieferte die im Katalog abgebildeten Touring und Town Car. Für Kunden, die einen individuellen Aufbau wünschten, war auch das nackte Fahrgestell lieferbar, das beim Karosseriebauer ihrer Wahl eingekleidet wurde. So trägt der einzige erhaltene F.R.P. Touring einen Aufbau von Brewster.

## Porter

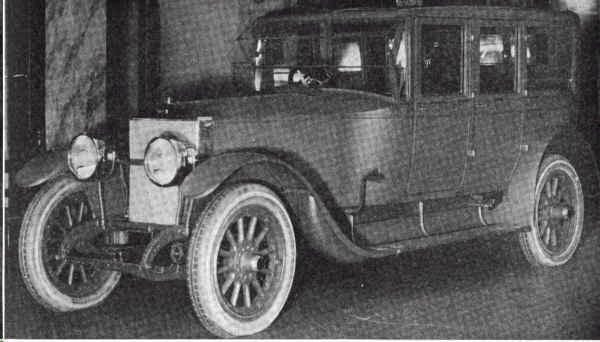
Porter Model 45 Sedan (1919)

Finley Porter blieb nach Kriegsende Flugmotoreningenieur. An der Automobilproduktion war er nicht mehr interessiert. Damit wurde der Rüstungsbetrieb und Maschinenbauer American & British Manufacturing Corporation in Bridgeport (Connecticut) beauftragt, der auch Erfahrung in der Nutzfahrzeugherstellung hatte. Die technische Leitung übernahm der mit Fahrzeug vertraute Robert B. Porter.
Dieses Fahrzeug, das als Porter vermarktet wurde, war dem F.R.P. technisch sehr ähnlich, zudem scheinen Bestandteile und Komponenten des F.R.P. aufgebraucht worden zu sein. Die Leistung wurde nun mit 125 bhp (93,2 kW) angegeben und es gab nur noch ein Fahrgestell mit 142 Zoll (3607 mm) Radstand, womit ein sportlich interessierter Kundenkreis wenig anfangen konnte. Das mächtige Chassis mit Rechtslenkung und dem kraftvollen Motor war aber besonders geeignet für Repräsentationswagen. Bekannt sind Aufbauten führender Karossiers wie Brewster, Fleetwood oder Demarest. Erneut stellte Holbrook die Werkskarosserien, darunter einen Speedster. Das Design wurde modernisiert und erhielt eine strengere Linienführung. Der Umriss des Kühlers erinnerte an Rolls-Royce. Chefingenieur wurde Robert Porter. Das Unternehmen bestand von 1919 bis 1922 und produzierte 36 Fahrzeuge. Das nackte Fahrgestell kostete US$ 6750.-; karossiert kam ein Porter leicht auf über US$ 10.000.- zu stehen. Das Unternehmen konnte dem enormen Konkurrenzdruck in diesem Marktsegment und der Wirtschaftskrise von 1922 nicht standhalten.

## Modellübersicht
| Modell N.A.C.C.-Rating           | Bauzeit   | Motorhersteller, -bauform, Ventilsteuerung | Hubraum                 | Leistung         | Radstand          | Karosserie                         | Preis    |
| -------------------------------- | --------- | ------------------------------------------ | ----------------------- | ---------------- | ----------------- | ---------------------------------- | -------- |
| Porter-Knight                    | 1914      | Willys-Knight, R4 Knight-Schiebermotor     |                         | 52 PS (38,2 kW)  | 110 in (2.794 mm) | Rennwagen, 2 Sitze                 |          |
| F.R.P. Model 45 Series A 33,9 HP | 1914–1916 | F.R.P., R4 OHC-Ventilsteuerung             | 448,7 cu in (7.353 cm³) | 100 PS (73,5 kW) | 110 in (2.794 mm) | Raceabout Speedster, 2 Sitze       | 5000 US$ |
| F.R.P. Model 45 Series C 33,9 HP | 1914–1916 | F.R.P., R4 OHC                             | 448,7 cu in (7.353 cm³) | 100 PS (73,5 kW) | 130 in (3.302 mm) | Runabout, 2 Sitze                  | 6500 US$ |
| F.R.P. Model 45 Series B 33,9 HP | 1914–1916 | F.R.P., R4 OHC                             | 448,7 cu in (7.353 cm³) | 100 PS (73,5 kW) | 140 in (3.556 mm) | Touring, 7 Sitze; Town Car 2 Sitze | 6800 US$ |

Diese Tabelle wurde aus mehreren Quellen kompiliert. Die Leistungsangaben variieren beträchtlich (genannt werden bis zu 170 bhp (126,8 kW)); verwendet wurden die Angaben von Kimes und Dluhy gemäß Literaturverzeichnis.
Rating nach N.A.C.C.: Die N.A.C.C. (National Automobile Chamber of Commerce) war eine Herstellerorganisation. Ihre Vorläuferin hatte 1903 die ersten Normen für Motorfahrzeuge in den USA einführt; darauf baut auch das N.A.C.C.-Rating auf. Diese Leistungsdaten sind errechnet, nicht gemessen.
Über die exakte Stückzahl gibt es keine genauen Zahlen. Fest steht, dass Material für 10 Fahrzeuge eingekauft worden ist und dass es eine ‚Series B’ gegeben hat. Gebaut wurden, je nach Quelle, zwischen 3 und 12 Stück. Vom Runabout sollen 2 Stück gebaut worden sein.

## Exotischer Flugzeug-Schiebermotor
Das erste Konstruktionsprojekt nach dem Model 45 betraf einen neuartigen und komplexen Flugzeugmotor. Ob der technisch höchst anspruchsvolle Doppelvierzylinder-Boxermotor mit gemeinsamer Schiebersteuerung der Ventile über das Reißbrett hinaus kam, ist allerdings unklar.

## F.R.P. heute
Während F.R.P. in Europa nahezu unbekannt geblieben ist, genießt die Marke in amerikanischen Sammlerkreisen höchstes Ansehen. Nur zwei F.R.P. scheinen noch zu existieren. Der bekanntere ist ein Series B mit einer siebensitzigen, zweitürigen Touring-Karosserie von Brewster mit der Fahrgestellnummer 5. Dieses Fahrzeug wurde 1975 von William F. Harrah (1911–1978) erworben, der zuvor jahrelang vergeblich nach einem F.R.P. gesucht hatte. 1977 wurde es in der Werkstatt seines Museums restauriert und dokumentiert. Diese Sammlung mit bis zu 1400 Fahrzeugen, darunter vielen Einzelstücken wie dieser F.R.P., gilt als das weltweit größte dieser Zeit und existiert in stark verkleinerter Form noch heute als National Automobile Museum (William Harrah Collection). Dieser F.R.P. soll US$ 8000.- gekostet haben, wovon US$ 3000.- auf die Karosserie entfielen. Nach Harrahs Tod wurde sein Unternehmen, zu dem auch die Autosammlung gehörte, verkauft. Ein großer Teil der Sammlung, darunter auch ein Bugatti Royale und der crème- und grünfarbene F.R.P., an mehreren Auktionen versteigert. Nach weiteren Besitzerwechseln kam das Fahrzeug 1994 ins Seal Cove Auto Museum auf Mount Desert Island (Maine). Das Museum hat sich nach eigenen Angaben auf historische Fahrzeuge zwischen 1895 und 1917 spezialisiert.
Das zweite erhalten gebliebene Fahrzeug ist ein schwarz lackierter Series A Raceabout. Über diesen Rennsportwagen ist wenig bekannt; 2002 war er auf einem Händlerstand an der Rétromobile ausgestellt, einer der bedeutendsten Messen für Veteranen- und Sammlerfahrzeuge in Europa.

## Vergleichbare Modelle
(Quelle:)

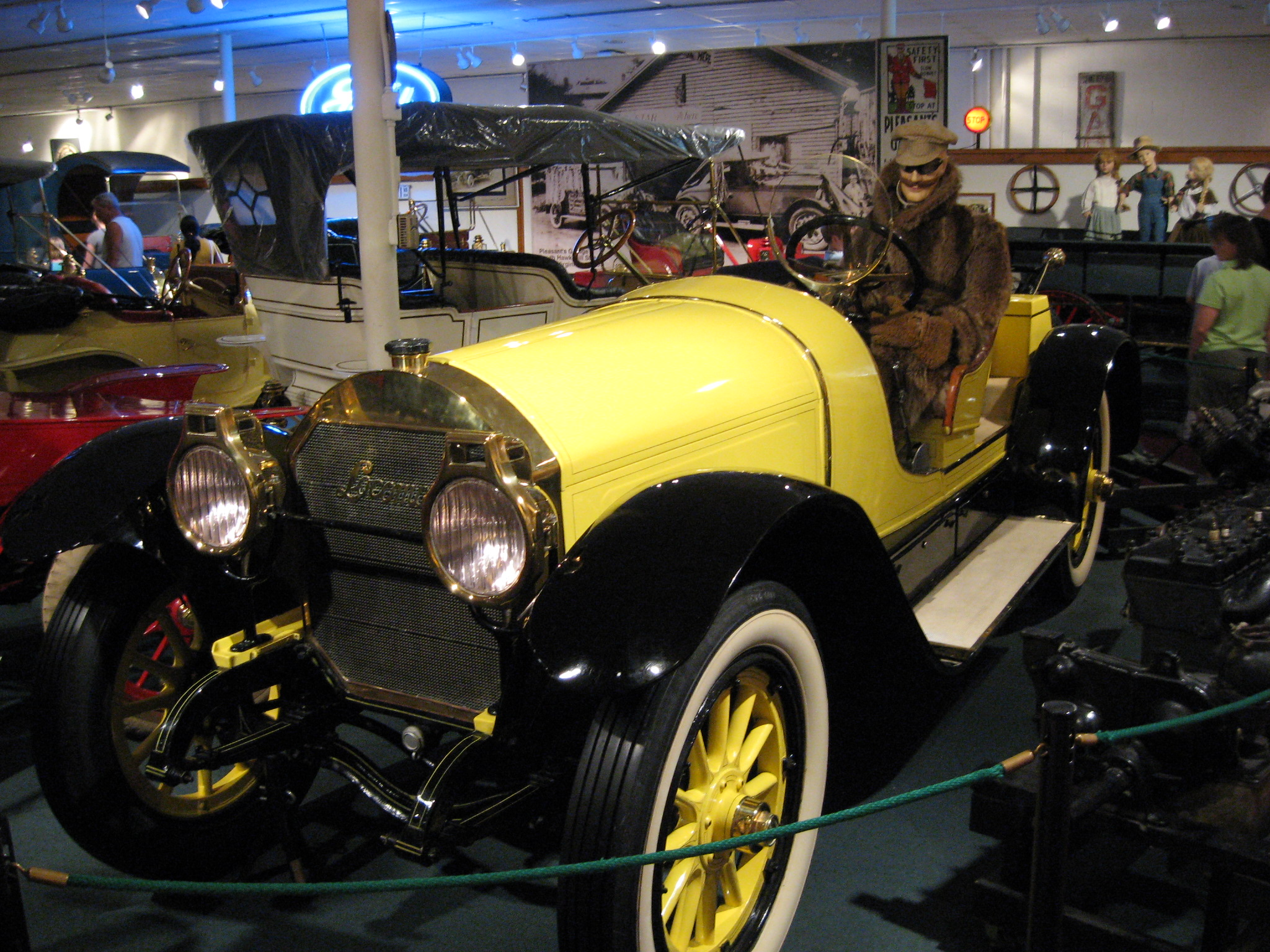
Locomobile Model 48 "Gentleman's Speedster (1914).

- Locomobile Model 48 ($5,100-$6,500)
- Pierce-Arrow Model 66-A ($5,900-$7,200)
- Pierce-Arrow Model 38-C ($4,300-$5,350)
- Packard Twin Six 3-38 ($3,750-$5,000)
- Peerless Model 48 ($4,900-$6,200)
- Phianna (US$ 6.000-11.500.-)[31]
- White Model 60; Sechszylinder, 60 bhp; 1912–1915. Ab US$ 5.500.-.[32]